# PH-Baureihe I
Die Baureihe I waren Schlepptenderlokomotiven der Luxemburgischen Prinz-Heinrich-Eisenbahn- und Erzgrubengesellschaft (PH), ähnlich den Preußischen G 10.

## Geschichte
Die PH beschaffte 1913 bei der deutschen Firma Schwartzkopff fünf fünffach gekuppelte Güterzugschlepptenderlokomotiven. Gedacht waren die Maschinen vor allem für Güterzuge auf Strecken mit niedrigem zulässigem Achsdruck. Obwohl mit der preußischen G 10 bereits leistungsfähige Lokomotiven für das Anforderungsprofil vorhanden waren, wurden neue Lokomotiven konstruiert. Zusammen mit den Baureihen H und H' waren es die einzigen Normalspurdampflokomotiven, die speziell für Luxemburg konstruiert wurden.
Als 1942 die Deutsche Reichsbahn die PH übernahm, wurden die Lokomotiven mit den Nummern 57 901–905 in das Nummernschema eingeordnet.
Nach dem Zweiten Weltkrieg waren in Luxemburg 1944 nur noch die 57 901 und 904 vorhanden, die drei anderen Loks tauchten aber wieder auf und wurden 1945/46 nach Luxemburg gebracht. Die neugegründete Chemins de Fer Luxembourgeois (CFL) reihte die Maschinen als Baureihe 51 in ihr Nummernschema ein.
Bis 1949 waren die Fahrzeuge in Petingen stationiert, nach der Anlieferung der fabrikneuen Baureihe 55 wurden sie nach Bettemburg abgegeben. Sie erledigten dort den Verschubdienst auf dem Rangierbahnhof und bespannten Nahgüterzüge.
1954 wurden zwei Maschinen ausgemustert, die verbliebenen drei 1959.